# Каменецька Діна Семенівна
Діна Семенівна Камене́цька  (6 лютого 1918, Канев, Україна — 24 січня 1991, Москва, СРСР) — радянський фізик, доктор фізико-математичних наук.

## Біографія
- Народилася в Каневі (Україна) в сім'ї викладача математики. У 1919 році, рятуючись від погромів, сім'я переїхала до Катеринослава. Батько: Семен Лейбович Каменецький, засновник і директор Катеринославської жіночої єврейської школи.

- У 1939 році закінчила Фізико-математичний факультет Дніпропетровського державного університету (нині Дніпровський національний університет імені Олеся Гончара).

- Почала свою наукову діяльність в 1938 році на кафедрі молекулярної фізики ДДУ під керівництвом відомого українського і радянського фізика, Віталія Івановича Данилова.

- 1939 року працювала в Дніпропетровському Фізико-Технічному Інституті, який був евакуйований під час війни, а в 1944 році був реорганізований в Інститут металознавства і фізики металів [Архівовано 3 грудня 2013 у Wayback Machine.] та увійшов до складу Центрального науково-дослідного інституту чорної металургії імені  І. П. Бардіна у Москві, в якому вона пропрацювала до 1990 року.

- У 1946 році захистила дисертацію на здобуття наукового ступеня кандидата фізико-математичних наук за темою «Вплив міжмолекулярної взаємодії на тип діаграм стану».

## Наукова та просвітницька діяльність
Д. С. Каменецька є найпомітнішою постаттю школи фізичного металознавства, створеного академіком Г. В. Курдюмовым. Д. С. Каменецкій належать піонерські роботи в області розрахунків діаграм стану бінарних систем. Наукові інтереси Д. С. Каменецької охоплювали широке коло проблем фізики твердого тіла, зокрема, теорію  фазових переходів в сплавах, теорію  кристалізації, побудування фазових діаграм з використанням експериментальних і теоретичних (в тому числі, обчислювальних) методів. Численні наукові праці Д. С. Каменецької включали в себе як експериментальні, так і теоретичні дослідження. Одним з важливих напрямків її наукової діяльності було вивчення властивостей чистого заліза та інших металів і сплавів . Технічно чисте залізо слугує основою для величезної кількості промислових сплавів і є головним компонентом більшості магнітних матеріалів. Вивчення чистого заліза також має велике загальнонаукове значення в зв'язку з тим, що багато космічних тіл (зокрема, метеорити, дослідженням яких вона також займалася) складаються з практично чистого заліза. Д. С. Каменецькій належить понад сто друкованих робіт, в тому числі монографія .
Крім наукової діяльності, вона багато займалася просвітницькою та викладацькою діяльністю, керувала роботою аспірантів і написала кілька статей для різних енциклопедичних та довідкових видань, серед яких багатотомні Велика радянська енциклопедія (2-е видання) и Фізична енциклопедія.
Залишаючись однією з небагатьох жінок - докторів фіз.-мат. наук свого часу, Д. С. Каменецька була енциклопедично освіченою людиною, володіла п'ятьма мовами (крім російської, досконало знала їдиш, українську, німецьку та англійську мови). Діна Семенівна добре знала українську класичну літературу. Зокрема, пам'ятала і декламувала вірші та поеми Івана Котляревського, Тараса Шевченка, Івана Франка, Лесі Українки та інших українських поетів. Співала українських пісень в колі родини.
У 1949 році, під час кампанії боротьби з космополітизмом і «фізичним ідеалізмом», Д. С. Каменецька наважилася відмовитися виступити з викриттям «ідеалістичних» поглядів Альберта Ейнштейна.

## Родина і близьке оточення
Чоловік — Ілля Лейбович Аптекар[8], відомий радянський фізик, автор ряду наукових відкриттів (в тому числі відкриття критичної точки в твердих тілах), спільно з яким Д. С. Каменецька написала кілька наукових та енциклопедичних статей.

## Список найбільш відомих наукових праць
- Каменецкая Д. С., Пилецкая И. Б., Ширяев В. И. Железо высокой степени чистоты [Архівовано 12 червня 2018 у Wayback Machine.]. — Металлургия, 1978. — УДК 669.12
- Аптекарь И. Л., Каменецкая Д. С. Диаграмма Состояния [Архівовано 12 червня 2018 у Wayback Machine.]. // Физическая Энциклопедия в 5 тт. — М.: Издательство «Энциклопедия», 1988
- Каменецкая Д. С. Влияние межмолекулярного взаимодействия на тип диаграмм состояния. Диссертация на соискание ученой степени кандидата физ.-мат. наук. — М., 1946.
- Каменецкая Д. С. Анализ диаграмм состояния бинарных систем при переменном давлении. — ЖФХ, 1964. — Т. 38, #61. — С. 73—79.